# 仲醇
仲醇（英語：Secondary alcohol），又稱二级醇或第二醇，是指羟基直接连接在一个仲碳原子上的醇。它也可以说是含有基团“–CHOH–”的醇。
异丙醇、仲丁醇都是仲醇。

## 化学性质
可以在催化剂存在的条件下被氧气氧化成酮。
例如2CH3CHOHCH3+CuO→2CH3COCH3+Cu+H2O(条件为加热）。

## 相關連結
- 一級醇
- 三級醇